# 八重原村
八重原村（やえはらむら）は、千葉県君津郡（周淮郡）にかつて存在した村である。現在の君津市の北部に位置している。君津市の町丁名として現存する。

## 沿革
- 1889年（明治22年）4月1日 - 町村制施行により、外蓑輪村、杢師村、北子安村、南子安村、内蓑輪村、法木作村、三直村が合併し、周淮郡八重原村が発足。
- 1897年（明治30年）4月1日 - 周淮郡が統合されて君津郡となる。
- 1943年（昭和18年）4月1日 - 周西村と合併して君津町を新設。同日八重原村廃止。
- 1944年（昭和19年）3月31日 - 君津町、周南村、貞元村が合併し、改めて君津町を新設。
- 1970年（昭和45年）9月28日 - 君津町、上総町、小糸町、清和村、小櫃村が合併し、改めて君津町を新設。
- 1971年（昭和46年）9月1日 - 君津町が市制施行し、君津市となる。

## 経済

### 産業
農業
『大日本篤農家名鑑』によれば、八重原村の篤農家は、「小榑三郎、渡邊平吉、三平貢、飯妻初太郎」などである。

## 交通

### 鉄道
- 国鉄（現JR東日本）
  - 房総西線：村域内を通過しているが、駅は存在しなかった。